# Adiabateksponenten
Adiabateksponenten(symbol {\displaystyle \gamma }) er en dimensionsløs kvotient, der beskriver forholdet mellem et stofs varmefylde ved konstant tryk (symbol {\displaystyle c_{p}}) og ved konstant volumen (symbol {\displaystyle c_{V}}). Adiabateksponenten er altså givet ved:
{\displaystyle \gamma ={\frac {c_{p}}{c_{V}}}}
Da varmekapacitet (symbol {\displaystyle C}) blot er varmefylde gange masse, kan man dog også skrive:
{\displaystyle \gamma ={\frac {C_{p}}{C_{V}}}}
En termodynamisk proces, en ekspansion eller en kompression af en idealgas, der ikke inkluderer varmeudveksling, kaldes for en adiabatisk proces. Her gælder det, at tryk (symbol {\displaystyle p}) gange volumen (symbol {\displaystyle V}) opløftet i adiabateksponenten er bevaret. Hvis processen går fra tilstanden 1 til tilstand 2 har man altså:
{\displaystyle p_{1}V_{1}^{\gamma }=p_{2}V_{2}^{\gamma }}
| Fysik | Spire Denne artikel om fysik er en spire som bør udbygges. Du er velkommen til at hjælpe Wikipedia ved at udvide den. |